# Södra Tjärnen (Transtrands socken, Dalarna, 679915-136703)
Södra Tjärnen är en sjö i Malung-Sälens kommun i Dalarna och ingår i Dalälvens huvudavrinningsområde.